# Neostethus amaricola
Neostethus amaricola is een straalvinnige vissensoort uit de familie van dwergaarvissen (Phallostethidae). De wetenschappelijke naam van de soort is voor het eerst geldig gepubliceerd in 1934 door Villadolid & Manacop.